# Fix Us
Fix Us es una película ghanesa de 2019 producida por Yvonne Nelson y dirigida por Pascal Amanfo. Está protagonizada por Yvonne Nelson, Yvonne Okoro, Alexandra Amón y Prince David Osei. Fue ganadora de varios premios en los Ghana Movie Awards.

## Sinopsis
Tres mujeres jóvenes que tenían la ambición de convertirse en superestrellas se conocieron en un campo de audición donde asistieron con sueños similares, se hicieron amigas y más tarde en la vida hicieron realidad sus sueños, pero sintieron que algo faltaba en sus vidas después de alcanzar la fama y la riqueza.

## Elenco
- Yvonne Nelson
- Yvonne Okoro
- Alexandra Amon
- Prince David Osei
- Michelle Attoh
- Jessica Williams
- Belinda Dzattah
- Mona Montrage (Hajia4Real),
- Irene Logan
- Mofe Duncan
- Tobi Bakre

## Producción
Varios actores africanos fueron anunciados como protagonistas de la película, que incluían a Yvonne Okoro, Prince David Osei y Michelle Attoh. La película marcó el debut actoral de la influenciados de redes sociales Hajia4real y la música Irene Logan.

## Lanzamiento
Se estrenó el 6 de diciembre de 2019 en los Silverbird Theatres en Acra, con proyección posterior en el resto del país y en otras áreas de África. En 2020,  se estrenó a través de la plataforma Netflix.

## Recepción
Pulse Nigeria incluyó Fix Us como una de las mejores películas nuevas de Ghana del año, y tanto el medio como la revista Glitz Africa señalaron que había recibido una acogida positiva tras su lanzamiento. Kemi Filani News fue crítico con la película, afirmando que contenía "mala actuación, narración descuidada, poca continuidad, insistir demasiado en una escena y muchos más problemas molestos."

### Premios
- Premio de Cine de Ghana por su interpretación como actriz en un papel secundario (ganadora, Michelle Atton)[3]
- Premio de Cine de Ghana a la edición y mezcla de sonido (ganador, Bernie Anti)[3]
- Premio de Cine de Ghana a la Cinematografía (ganador, John Passah)[3]
- Premio de Cine de Ghana a la banda sonora original (ganador, Berni Anti)[3]
- Premio de Cine de Ghana a la escritura de guion original o adaptado (ganador, Pascal Amanfo)[3]